# Onciale 0213
- Papyrus
- Onciale
- Minuscules
- Lectionnaire

Le Codex 0213, portant le numéro de référence 0213 (Gregory-Aland), est un manuscrit du Nouveau Testament sur parchemin écrit en écriture grecque onciale.

## Description
Le codex se compose d'une folio. Il est écrit en deux colonnes, de 23 lignes par colonne. Les dimensions du manuscrit sont 33 x 23 cm,. Les paléographes datent ce manuscrit du VIe siècle. Son lieu d'origine est inconnu, et il est conservé au Bibliothèque nationale autrichienne (Pap. G. 1384) à Vienne,. 
C'est un manuscrit contenant le texte incomplet de la Évangile selon Marc (3,2-3; 3,4-5).
Le texte du codex représenté type mixte. Kurt Aland le classe en Catégorie III. 
Le manuscrit a été examiné par P. Sanz en 1946.